# سمندر بدائي
السمندر البدائي (الاسم العلمي: Cryptobranchoidea)، وهي رتيبة من السمندر. تتواجد في شرق الولايات المتحدة، والصين، تايوان، واليابان. وهي عكس السمندر المتطور.